# Steel Azin FC
El Steel Azin Football Club (en persa باشگاه فوتبال استيل آذین) és un club de futbol iranià de la ciutat de Teheran.

## Futbolistes destacats
- Ali Karimi
- Ferydoon Zandi
- Hossein Kaebi
- Ardijan Nuhiji